# Мюнцер, Фридрих
Фри́дрих Мю́нцер (нем. Friedrich Münzer; 22 апреля 1868, Ополе, Силезия — 21 октября 1942, Терезиенштадт) — немецкий учёный-антиковед.

## Биография
Мюнцер родился в еврейской семье в Оппельне (Верхняя Силезия). Он учился в Лейпцигском, а потом в Берлинском университете, в последнем защитил в 1887 году диссертацию на тему «О роде Валериев» (De Gente Valeria). В 1893 году он отправился на юг Европы, сначала в Рим, а потом в Афины, где принял участие в раскопках Акрополя. В Афинах Мюнцер встретил Клару Энгельс, на которой женился в 1897 году.
С 1896 года Мюнцер был доцентом Базельского университета. Параллельно он по предложению Георга Виссовы писал статьи для энциклопедии «Паули-Виссова». В 1902 году Мюнцер возглавил кафедру классической филологии, в 1912 году переехал в Кёнигсберг, в 1921 году получил кафедру в университете Мюнстера, а в 1923 году стал деканом. Его жена умерла 15 декабря 1918 года во время пандемии гриппа, и в 1924 году Мюнцер женился на вдове Кларе Лунке, матери двоих детей. В 1920 году увидел свет главный труд Мюнцера — монография «Римские аристократические партии и знатные семейства» (Römische Adelsparteien und Adelsfamilien).
Всю свою жизнь Мюнцер не интересовался политикой, но после прихода к власти в Германии нацистов всё же оказался под ударом. В июле 1935 года ему пришлось уйти в отставку, а в ноябре того же года он был «официально причислен к евреям», после чего от него дистанцировались многие коллеги и знакомые. Тем не менее Мюнцер продолжал писать биографические статьи для «Паули-Виссова», и редакция их принимала, несмотря за законодательный запрет публиковать произведения евреев. В 1938 году, после выхода очередного антиеврейского закона, учёному пришлось сменить имя: отныне он официально именовался Фридрих Израэль Мюнцер.
Предложения эмигрировать Мюнцер отвергал. Наконец, в июле 1942 года он был арестован гестапо и отправлен в концлагерь Терезиенштадт. Его приёмной дочери Маргарите удалось добиться для него ряда привилегий, а в октябре того же года она даже выхлопотала освобождение. Однако Мюнцер умер от гастроэнтерита в тот самый день, когда Маргарите сообщили, что она может забрать отца.
К числу главных достижений Мюнцера, помимо его монографии, относятся более 4 тысяч статей для «Паули-Виссова», сохраняющих огромное значение для антиковедения.